# Mark Strong
Mark Strong, rodným jménem Marco Giuseppe Salussolia, (* 30. srpna 1963 Londýn, Spojené království) je britský herec.
Po otci je Ital, po matce Rakušan, jeho nynější jméno a příjmení není umělecký pseudonym, neboť jeho matka jej nechala oficiálně přejmenovat tak, aby lépe zapadl do britského prostředí. Původně chtěl být právníkem a práva také několik let studoval v rodné zemi své matky, v Rakousku[zdroj?], ale nakonec se vrátil do Londýna, kde studoval angličtinu a drama, poté ještě navštěvoval divadelní školu v Bristolu.
Od roku 1984 se pravidelně objevoval v britských televizních seriálech, jeho první větší filmové role se dostavily až koncem 90. let 20. století, větší mezinárodní známosti dosáhl až počátkem 21. století.

## Filmografie

### Film
| Rok  | Název                         | Role                          | Poznámky |
| ---- | ----------------------------- | ----------------------------- | -------- |
| 1994 | Zajatci                       | Kenny                         |          |
| 1997 | Fotbalové opojení             | Steve                         |          |
| 1998 | Dvakrát do stejné řeky        | Dave Summers                  |          |
| 1999 | Sluneční jas                  | István Sors                   |          |
| 2001 | Na konci všech válek          | Dusty Miller                  |          |
| 2002 | Krajina srdce                 | Ian                           |          |
| 2003 | Za všechno může láska         | Arthur                        |          |
| 2005 | Revolver                      | Sorter                        |          |
| 2005 | Oliver Twist                  | Toby Crackit                  |          |
| 2005 | Syriana                       | Mussawi                       |          |
| 2006 | Tristan a Isolda              | Wictred                       |          |
| 2006 | Scény z partnerského života   | Louis                         |          |
| 2007 | Sunshine                      | Pinbacker                     |          |
| 2007 | Hvězdný prach                 | princ Septimus                |          |
| 2008 | Velký den slečny Pettigrewové | Nick Calderelli               |          |
| 2008 | Temné vzpomínky               | Mannie Miesel                 |          |
| 2008 | RocknRolla                    | Archy                         |          |
| 2008 | Labyrint lží                  | Hani Salaam                   |          |
| 2008 | Good                          | Philipp Bouhler               |          |
| 2008 | Babylon A.D.                  | Finn                          |          |
| 2009 | Finální hra                   | Niel Barnard                  |          |
| 2009 | Sherlock Holmes               | lord Henry Blackwood          |          |
| 2009 | Královna Viktorie             | sir John Conroy               |          |
| 2010 | Kick-Ass                      | Frank D'Amico                 |          |
| 2010 | Robin Hood                    | sir Godfrey                   |          |
| 2010 | Útěk ze Sibiře                | Andrej Timofejevič Chabarov   |          |
| 2010 | Arrietty ze světa půjčovníčků | Pod (hlas)                    |          |
| 2011 | Černé zlato                   | sultán Amar                   |          |
| 2011 | Orel Deváté legie             | Lucius Caius Metellus/Guern   |          |
| 2011 | Green Lantern                 | Sinestro                      |          |
| 2011 | Jeden musí z kola ven         | Jim Prideaux                  |          |
| 2011 | Pomáhat a chránit             | Clive Cornell                 |          |
| 2012 | John Carter: Mezi dvěma světy | Matai Shang                   |          |
| 2012 | 30 minut po půlnoci           | George Panetta                |          |
| 2012 | Blood                         | Robert Seymour                |          |
| 2013 | Chceš pěstí?                  | Jacob Sternwood               |          |
| 2013 | Justin: Jak se stát rytířem   | Heraclio (hlas)               |          |
| 2013 | Labyrint mysli                | John Washington               |          |
| 2014 | Kód Enigmy                    | Stewart Menzies               |          |
| 2014 | Dřív než půjdu spát           | dr. Mike Nasch                |          |
| 2014 | Blíže k Měsíci                | Max Rosenthal                 |          |
| 2014 | Kingsman: Tajná služba        | Merlin                        |          |
| 2016 | Případ Sloane                 | Rodolfo Schmidt               |          |
| 2016 | Do neznáma                    | kapitán William D. Stanaforth |          |
| 2016 | The Siege of Jadotville       | Conor Cruise O'Brien          |          |
| 2017 | 6 Days                        | Max Vernon                    |          |
| 2017 | Kingsman: Zlatý kruh          | Merlin                        |          |
| 2018 | The Catcher Was a Spy         | Werner Heisenberg             |          |
| 2018 | Stockholm                     | Gunnar Sorensson              |          |
| 2019 | Shazam!                       | Thaddeus Sivana               |          |
| 2019 | 1917                          | kapitán Smith                 |          |
| 2021 | Cruella                       | John                          |          |
| 2022 | Tár                           | Eliot Kaplan                  |          |
| 2022 | Nocebo                        | Felix                         |          |
| 2023 | Shazam! Hněv bohů             | Thaddeus Sivana               | cameo    |
| 2023 | Vražda v Paříži               | Connor Miller                 |          |

### Televize
| Rok       | Název                             | Role                             | Poznámky                                      |
| --------- | --------------------------------- | -------------------------------- | --------------------------------------------- |
| 1993      | Hlavní podezřelý: Divné chutě     | inspektor Larry Hall             |                                               |
| 1996      | Emma                              | pan Knightley                    |                                               |
| 1996      | Our Friends in the North          | Terry "Tosker" Cox               | minisérie, 9 dílů                             |
| 1996      | Sharpova mise                     | plukovník Brand                  |                                               |
| 2000      | Anna Karenina                     | Stěpan Arkaďjič Oblonskij        | minisérie, 4 díly                             |
| 2003      | Jindřich VIII.                    | Thomas Howard, vévoda z Norfolku |                                               |
| 2003      | Hlavní podezřelý: Poslední svědek | detektiv inspektor Larry Hall    |                                               |
| 2019      | Temný krystal: Věk vzdoru         | Ordon (hlas)                     | 4 díly                                        |
| 2019–2021 | Temple                            | Daniel Milton                    | hlavní role, 2 série, 15 dílů, také producent |